# Doctor Who (filme)
Doctor Who (bra: O Senhor do Tempo ou Doutor Who - O Senhor do Tempo; prt: O Doutor) é um telefilme britânico baseado na série de ficção científica homônima. Concebido como uma co-produção entre BBC Worldwide, Universal Pictures, 20th Century Fox e a emissora Fox, teve sua estreia em 12 de maio de 1996 na Global Television Network de Edmonton, Alberta — 15 dias antes da sua transmissão na BBC One e dois dias antes da sua exibição na Fox.

## Sinopse
O Doutor, se aproximando do fim de sua sétima vida, recebe a tarefa de transportar os restos mortais de outro Senhor do Tempo, o Mestre, de volta para seu planeta natal.
Mas, apesar de ter tomado precauções, seu velho inimigo não está
exatamente morto. O Mestre cria um mau funcionamento na TARDIS e leva o
Doutor para a São Francisco de 1999. O Doutor precisa encontrar um relógio atômico de berílio e impedir o Mestre, mas, depois de levar um tiro de membros de uma gangue, sua vida está em risco.

## História
Responsável por levar os restos mortais do Mestre, que chegou à última de suas treze vidas, o Doutor (Sylvester McCoy) acaba em uma emboscada na Terra. Após um mal funcionamento na TARDIS (na versão brasileira, no TEDIRE - tempo e dimensão relativa no espaço), o Doutor acaba em meio a um tiroteio em São Francisco, EUA, em 30 de dezembro de 1999.
O Doutor é socorrido e levado ao hospital por Chang Lee (Yee Jee Tso), um adolescente asiático envolvido na troca de tiros.
No hospital, o Doutor confunde os médicos com a anatomia e pelo fato de ter dois corações. Acreditando se tratar de um erro do raio-x, a Dr. Grace Holloway decide operá-lo mesmo assim. O paciente tem uma parada cardíaca e é pronunciado morto e levado para o necrotério.
Enquanto o Doutor é socorrido, vemos Mestre, que aparece como uma gosma, saindo da TARDIS e entrando no corpo de Bruce (Eric Roberts), paramédico que levou o Doutor ao hospital. Ele revela que aquela é uma forma temporária, porque o objetivo dele é entrar no corpo do Doutor e roubar as vidas restantes dele.
Já o Doutor, enquanto está no necrotério, regenera para o corpo do oitavo Doutor (Paul McCgan). Os funcionários do hospital acreditam que o corpo foi roubado. O diretor do hospital inclusive queima os arquivos para não haver registros do paciente.
O Doutor acorda confuso e sem memórias. Lembra-se vagamente do rosto da Dra. Grace, e se agarra a ela para lembrar de quem é. Mas, antes, precisa explicar porque tem dois corações e explicar o perigo que correm.
O Mestre começa a busca pelo Doutor no hospital, e lá descobre que ele não está presente e os pertences dele (como o relógio e Chave de Fenda Sônica) estão com Chang Lee. Ele convence o menino a se aliar à busca pelo Doutor. Além de pagar uma grande quantia em ouro, faz o garoto acreditar que o Doutor roubara antes o corpo e a TARDIS do Mestre.
O Doutor fica ciente dos planos do Mestre porque o mesmo abre o Olho da Harmonia, dispositivo da TARDIS, com ajuda de Lee, um humano. Porém, o Olho não pode permanecer aberto, pois isso faria o mundo ruir e se desfazer. O Doutor traça um plano para impedir: encontrar um relógio atômico de berílio e pegar a peça necessária para restaurar a TARDIS e o olho. Ele deduz que o relógio é o mesmo que será usado para marcar a virada do Milênio em São Francisco.
O Doutor, Grace e o Mestre começam uma corrida até o relógio. Já perto do relógio, o Doutor tenta se manter escondido do Master enquanto chega perto do mecanismo para roubar a peça necessária. Burlando a segurança, ele e Grace conseguem, e roubam uma moto da polícia para chegar à TARDIS.
Embora consiga fechar o Olho, o Doutor não consegue reverter a destruição iminente porque demorou demais para chegar e a TARDIS não funciona. Ele decide que precisa voltar no tempo para antes do Olho ser aberto e impedir tudo. Porém, é impedido por um golpe de Grace, que revela estar possuída pelo Mestre.
Aprisionado pelo Master, o Doutor tenta convencer Lee que a TARDIS e o corpo são originalmente dele, e não do Master, como dito anteriormente. A ideia é que ele não abra o Olho da Harmonia novamente, pois é o olho que possibilita a troca de corpo. Quando o garoto se recusa a ajudar, o Mestre o mata.
Com Lee morto, o Mestre desencanta Grace e a usa para abrir o Olho. Logo começa a tomar as vidas restantes do Doutor. Fora da possessão, Grace escapa e tenta fechar o olho novamente, ativando a TARDIS, que entra em Órbita Temporal. Isso interrompe o processo de passagem de vida do Doutor para o Mestre. Irado, o Mestre mata Grace. O Doutor se solta da armadilha.
O olho, ainda aberto, começa a sugar tudo ao redor, inclusive o Mestre. O Doutor estende a mão e oferece para salva-lo, mas ele prefere voar para a morte.
O Doutor consegue viajar no tempo para o passado e impede a abertura inicial do Olho da Harmonia. Além disso, salva as vidas de Grace e Lee ao levá-los ao passado.

## Lançamento

### Portugal
Em 1997, um canal de televisão português estava interessado em transmitir o telefilme, mas tal transmissão nunca chegou a ocorrer. O filme acabaria por ser lançado diretamente em VHS pela Edivideo no mesmo ano.